# Jean-Bernard Lafonta
Jean-Bernard Lafonta, né le 30 décembre 1961 à Neuilly-sur-Seine (Seine), est un entrepreneur français. Il travaille successivement au sein de la banque Lazard, de BNP Paribas, de Wendel, dont il a été président du directoire, et du groupe HLD qu'il a cofondé en 2010.

## Formation
Il a été élève du lycée de Saint-Cloud et du lycée Louis-le-Grand à Paris. Ancien élève de l’École polytechnique, il est ingénieur du corps des Mines.

## Carrière
Jean-Bernard Lafonta commence sa carrière comme ingénieur chez Jeumont-Schneider. Il  rejoint par la suite le ministère de l’Industrie auprès de Jacques Chérèque durant la crise de la restructuration de la sidérurgie en Lorraine puis devient conseiller technique au cabinet de Michel Delebarre au ministère de la Ville et de l’Aménagement du territoire, de 1991 à 1992. Il rejoint ensuite le cabinet de la ministre de l’Environnement Ségolène Royal, de 1992 à 1993. Bruno Roger le fait venir à la banque Lazard en 1993 où il fait ses premiers pas dans la banque d’affaires avant de rejoindre en 1996 Michel Pébereau comme directeur de la stratégie de la BNP. En 1997, Jean-Bernard Lafonta prend la direction des marchés de capitaux de BNP Paribas. En 2000, il prend la présidence de Banque Directe.

### Wendel
En 2001, il devient directeur général de Wendel, société d’investissement familiale, à la suite d’Ernest-Antoine Seillière qui l’a recruté. Il évolue vers la présidence du directoire du groupe en 2005 aux côtés de Bernard Gautier. En 2008, Le Monde le qualifie ainsi de « stratège de la finance » pour son action au sein de Wendel.

### Société d'investissement HLD
Jean-Bernard Lafonta quitte Wendel en mars 2009, pour fonder en mai 2010 une nouvelle société d'investissement : HLD (H pour Jean-Philippe Hecketsweiler, L pour Jean-Bernard Lafonta et D pour Philippe Donnet, devenu en 2016 PDG du Groupe Generali). Claude Bébéar rejoint en 2010 l’actionnariat du groupe HLD, suivi de Norbert Dentressangle, fondateur de l’entreprise du même nom, et de Jean-Charles Decaux,.

### Divers
Le 23 janvier 2020, à l'occasion d'une vente aux enchères, HLD fait indirectement l'acquisition d'un ensemble immobilier, investissement à destination professionnelle, de plus de 1 500 m2 situé au no 12 de la rue Oudinot, à Paris, dans le 7e arrondissement pour la somme de 35,1 millions d’euros. L'ensemble est composé d'un immeuble (1 000 m2 sur trois niveaux), d’une cour pavée, d’une maison de ville de 600 m2 et de 950 m2 de jardins, inoccupés depuis 30 ans ; le plan de sauvegarde et de mise en valeur de l’arrondissement prévoit la conservation des principaux bâtiments sur rue et sur jardin.

## Affaires judiciaires et condamnations
En 2008, les dirigeants du fonds Wendel dont Jean-Bernard Lafonta sont visés par une plainte classée sans suite pour « abus de biens sociaux et recel »,,.
En 2011, l’AMF condamne Wendel et Jean-Bernard Lafonta à 1,5 million d'euros d'amende par l'Autorité des marchés financiers (AMF) pour un manque de transparence lors de la montée au capital de Saint-Gobain en 2007,.
En avril 2012, la chambre d’instruction de la cour d’appel de Paris accorde un non-lieu à Ernest-Antoine Seillière et à Jean-Bernard Lafonta.
Inquiété pour diffusion de fausses informations et délit d'initié dans l'affaire Wendel, il est relaxé en appel en mai 2018,.
En 2010, Jean-Bernard Lafonta et d’autres anciens dirigeants du groupe Wendel sont visés par une plainte déposée par l’ancien directeur juridique. Ce dernier est condamné à payer 200 000 euros de frais de justice à l’entreprise et aux anciens dirigeants.
À la suite d'un redressement fiscal de décembre 2010 portant sur 240 millions d'euros, le parquet national financier porte l'affaire au pénal en 2012. Jean-Bernard Lafonta, Ernest-Antoine Seillière et onze autre cadres de Wendel sont condamnés à des peines avec sursis, alors même que le fisc préfère négocier et divise par 3 le montant réclamé. Par décret du 17 octobre 2023, Jean-Bernard Lafonta est exclu de l'ordre de la légion d'honneur et privé définitivement du droit de porter les insignes de toute décoration française et étrangère ressortissant à la grande chancellerie de la légion d'honneur,.

## Famille
Jean-Bernard Lafonta est le fils de Roger Lafonta, directeur de société, et d'Antonia Germani, ingénieur.
Il a une sœur, Florence, née le 22 septembre 1963, ancienne élève de l’École polytechnique, ingénieur du corps des Ponts et chaussées, mariée à Marc Darmon. Elle a dirigé l’École spéciale des travaux publics, du bâtiment et de l'industrie (ESTP) entre septembre 2008 et juillet 2020 .
De son union avec Marie-Hélène Canet, avocate, il a trois filles.